# Gutskirche Saathain

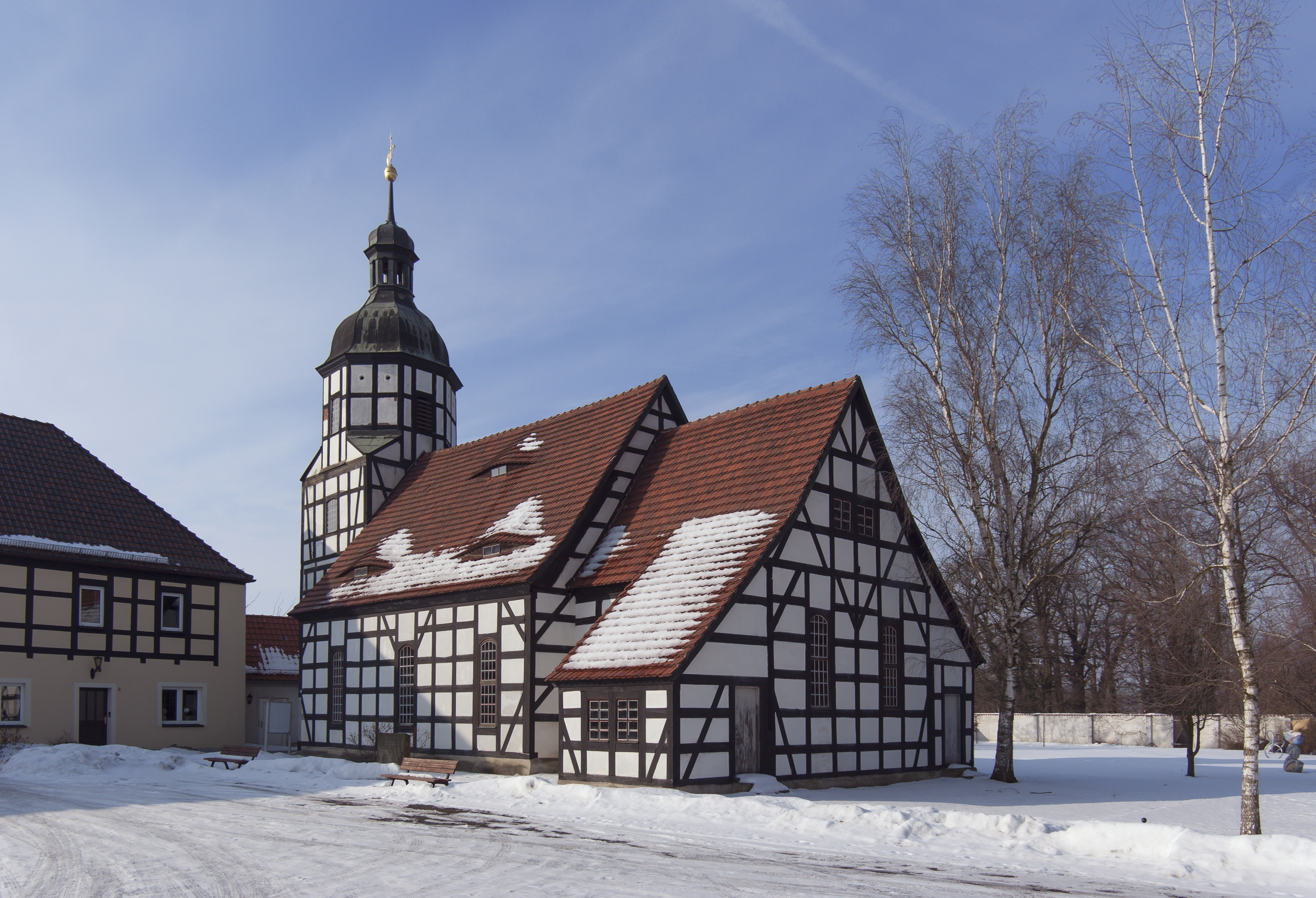
Gutskirche Saathain

Die unter Denkmalschutz stehende Gutskirche befindet sich auf dem Gelände eines einstigen Rittergutes in Saathain, einem Ortsteil der südbrandenburgischen Gemeinde Röderland.

## Geschichte
Die aus dem Jahr 1629 stammende Fachwerkkirche wurde auf dem Standort einer urkundlich 1575 erwähnten Schlosskapelle errichtet. Ihre heutige Gestalt erhielt die ehemalige Gutskirche durch Umbauarbeiten, die kurz nach den Befreiungskriegen im Jahre 1816 stattfanden.

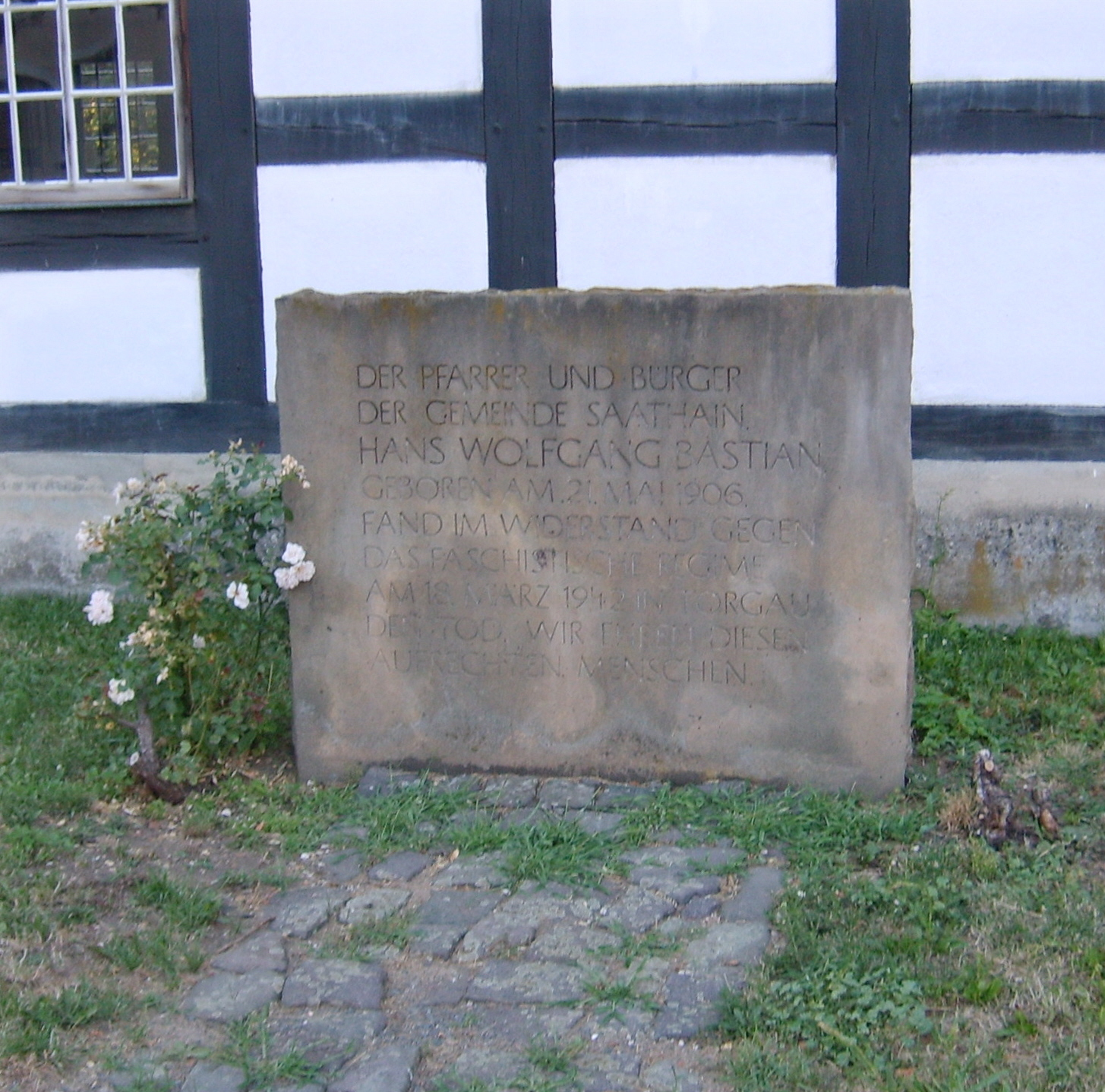
Gedenkstein vor der Kirche für Pfarrer Wolfgang Bastian

Weitere Instandsetzungsarbeiten wurden vom 13. Juli bis 4. Oktober 1936 unter Pfarrer Wolfgang Bastian vorgenommen und die Kirche so vor dem weiteren Verfall gerettet. Für diesen hier wirkenden Pastor und Heimatforscher, der 1942 in Torgau bei Verhören durch die Gestapo ums Leben kam, befindet sich vor der Kirche ein Gedenkstein.
Nachdem die Kirche 1968 in Volkseigentum wechselte, wurde sie unter Denkmalschutz gestellt. Ende der 1980er Jahre wurden schließlich umfangreiche Restaurierungsarbeiten zum Erhalt des historischen Bauwerks in Angriff genommen. 1987 wurde zunächst der Kirchturm zur Stabilisierung massiv ausgemauert und mit fünf Ringankern versehen. Von 1988 bis 1991 folgte die Restaurierung der aus dem 17. Jahrhundert stammenden Innenbemalungen der Kirche.
Nach umfangreichen Sanierungsmaßnahmen ist sie seit 1990 wieder für die Öffentlichkeit zugänglich. Sie ist in der Gegenwart mit den hier zahlreich stattfindenden Konzerten und Ausstellungen eines der kulturellen Zentren der Gemeinde sowie des Landkreises Elbe-Elster. Seit Mai 2006 wird hier auch die Möglichkeit angeboten, sich in der historischen Fachwerkkirche standesamtlich trauen zu lassen. Im September 2011 wurde die Restaurierung des Glockenturms abgeschlossen, in deren Rahmen der marode Glockenstuhl erneuert worden war. Bereits im Juli 2010 konnte das Geläut wiederhergestellt werden, indem die zwei aus dem Jahr 1958 stammende Eisenhartgussglocken durch zwei neue Bronzeglocken aus der Glockengießerei Lauchhammer ersetzt wurden. Bei der etwa 500 Jahre alten kleinen Bronzeglocke erfolgten Instandsetzungsarbeiten.